# Botanischer Garten Wuppertal

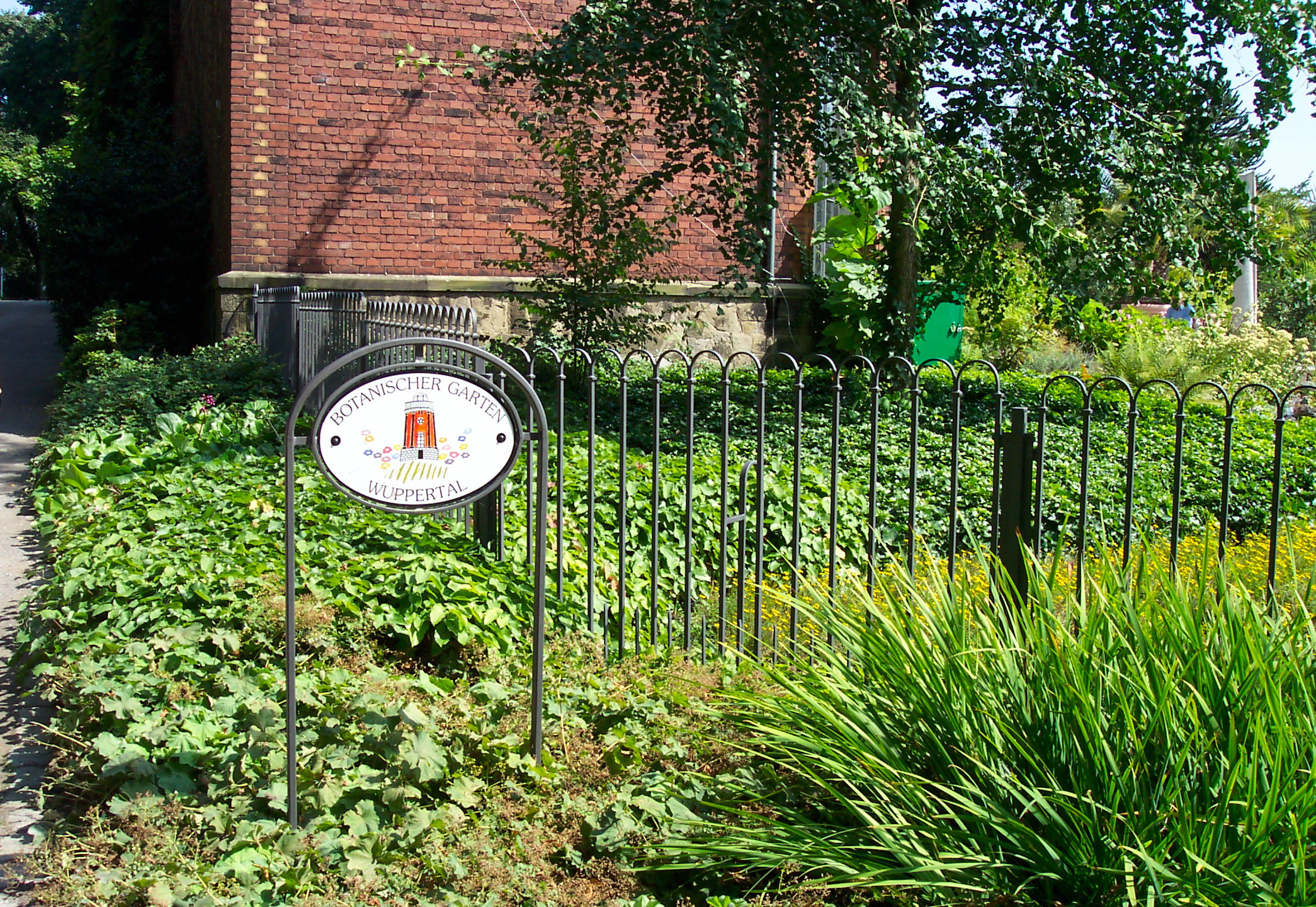
Der Eingang des Botanischen Gartens

Der Botanische Garten in Wuppertal ist eine kostenfrei zugängliche Garten- bzw. Parkanlage mit zahlreichen heimischen und teilweise exotischen Pflanzen.

## Lage
Der Wuppertaler Botanische Garten befindet sich mitten in der Stadt auf dem westlichen Ausläufer des Parkgebietes der Hardt. Er liegt auf einer Höhe zwischen 195 und 220 Metern über NN und somit etwa 90 Meter über dem Tal der Wupper. Das eigentliche Gelände des Gartens besitzt eine Länge von etwa 230 Metern und eine Breite von 70 Metern. Auf dem Gelände befinden sich das zumindest teilweise zugängliche Gebäude der Ellerschen Villa mit der Orangerie sowie der Elisenturm.

## Geschichte

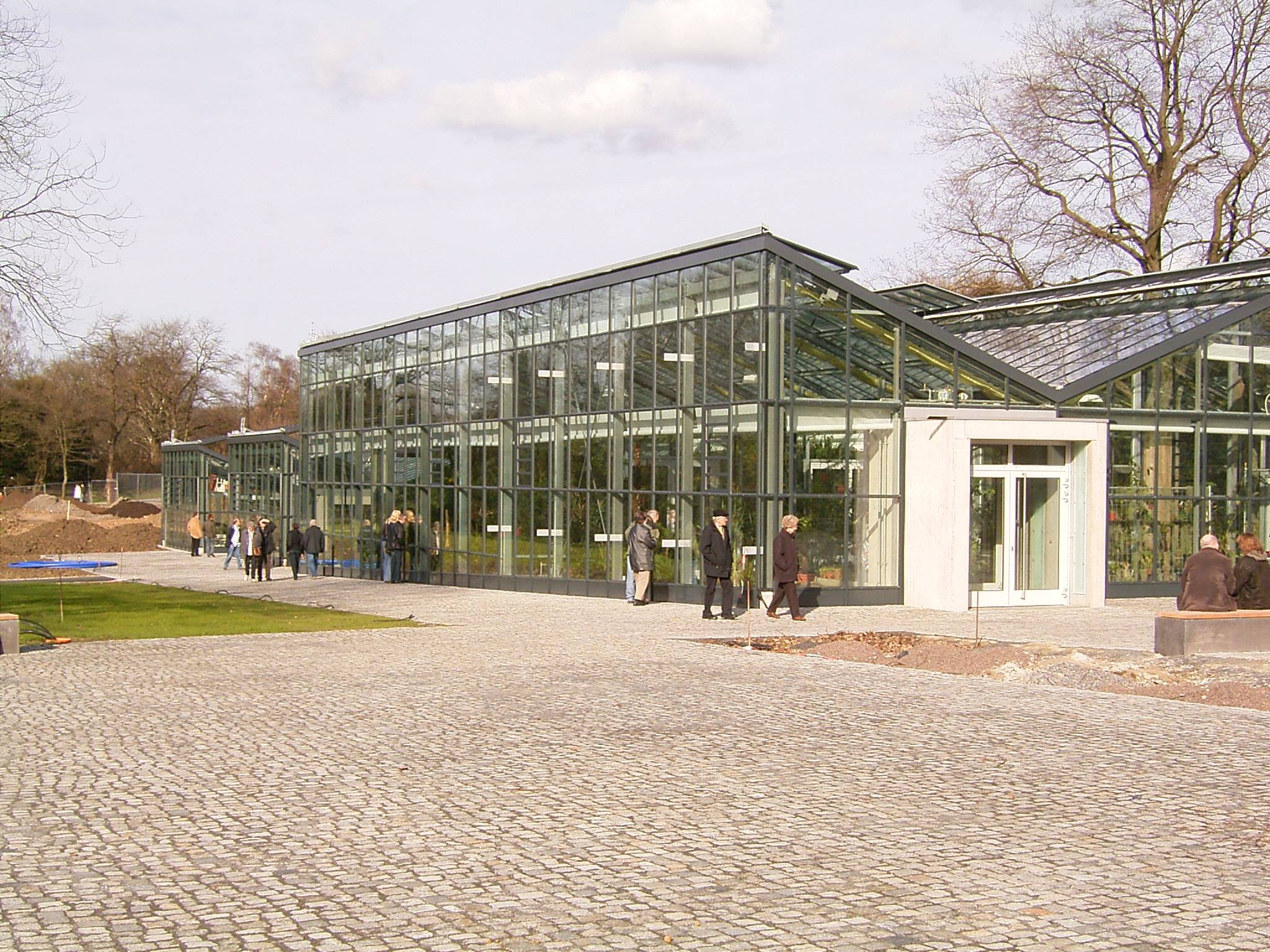
Die neuen Gewächshäuser

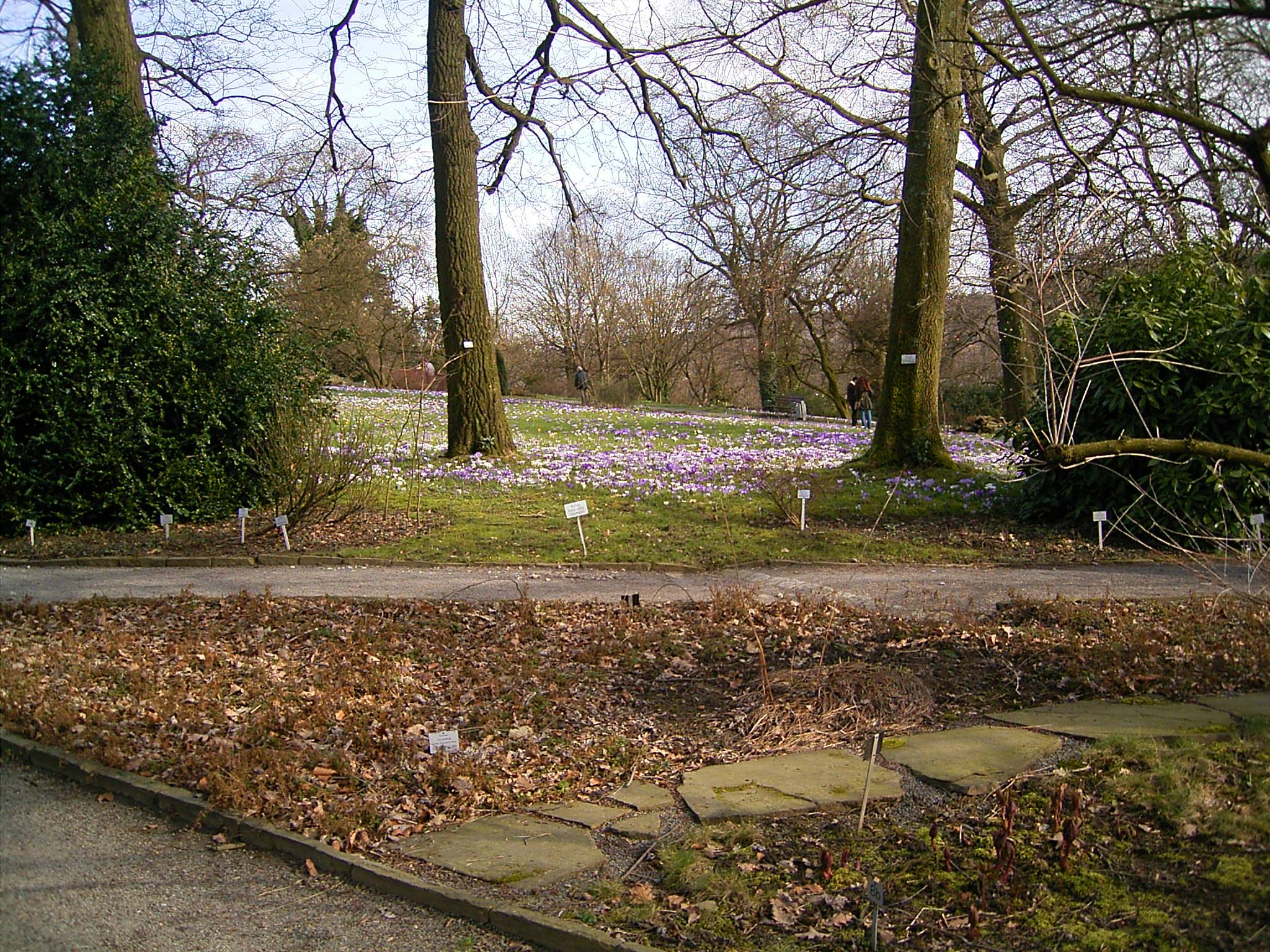
Frühlingswiese

Der Botanische Garten wurde im Jahre 1890 als Schulgarten auf der Hardt angelegt und im Jahr 1910 wegen Platzmangels auf das in der Nähe gelegene Gelände der Ellerschen Villa verlegt. Seit Dezember 1993 wird der Botanische Garten nicht nur von der Stadt Wuppertal unterhalten, sondern auch von dem neu gegründeten „Verein der Freunde und Förderer des Botanischen Gartens Wuppertal“ unterstützt.
Im Rahmen der Regionale 2006 wurden auf dem ehemaligen Gelände der Stadtgärtnerei als Erweiterung des Botanischen Gartens drei neue Gewächshäuser errichtet, ein großes Demonstrationsgewächshaus mit rund 400 m² und zwei kleinere mit jeweils rund 100 m² Grundfläche.
Das Demonstrationsgewächshaus auf der Südseite beherbergt schwerpunktmäßig tropische Nutzpflanzen. Die Nordseite des Hauses mit ca. 250 m² dient im Sommer als Ausstellungs- und Veranstaltungsfläche, im Winter wird sie zur Überwinterung von Pflanzen genutzt. In den beiden kleineren Gewächshäusern befinden sich Spezialsammlungen von Zwiebeln- und Knollengewächsen sowie Kakteen.
Die gesamte Anlage des „Neuen Gartens Hardt“ auf einer Fläche von 3,6 ha wurde am 5. Mai 2007 der Öffentlichkeit übergeben.

## Angebote
Bei Führungen durch den Garten werden botanische Aspekte und ökologische Zusammenhänge vermittelt. Der ganzjährig, am 1. Mittwoch im Monat angebotene Pflanzenberatungsdienst wird von vielen Ratsuchenden gerne angenommen. Darüber hinaus gibt es Angebote für Kinder und Familien, Seminare, Ausstellungen, Vorträge und weitere Veranstaltungen.

## Anfahrt
Am besten ist der Garten zu Fuß über die auf die Hardt führenden Straßen- und Treppenverbindungen oder mit der innerstädtischen Kleinbuslinie 643 zu erreichen, da die wenigen sich in der Nähe befindenden Parkplätze gerade in den Sommermonaten völlig überfüllt sind. Im Jahr 2008 wurde der Parkplatz jedoch erweitert.